# Torstuna kyrka
Torstuna kyrka är en kyrkobyggnad i Torstuna socken, Fjärdhundra församling, Uppland. Kyrkan ligger 1,5 mil norr om Enköping och tillhör Uppsala stift.

## Kyrkobyggnaden
Torstuna kyrka är en nyklassicistisk byggnad med rektangulär plan. Koret är smalare än långhuset, då det flankeras av två inbyggnader, varav den ena rymmer sakristian. Genom sina stora fönster erhålles ett ljust kyrkorum. Långhuset är uppdelat i tre skepp genom fyra pelare, mittskeppet är högre och tunnvälvt.

## Historik
Den medeltida kyrkan i Torstuna skadades svårt vid ett åsknedslag 1723. Redan 1731 hade kyrkan uppförts igen, men den nya byggnaden avslöjade med tiden allt fler brister. I slutet av århundradet enades man i församlingen om att bygga en ny kyrka omkring den gamla, som successivt revs allteftersom den nya växte upp.
Den nya kyrkan uppfördes i nyklassicistisk stil under 1790-talet och 1797 började organisten i Lillkyrka socken att sätta upp orgelverket. En altaruppsats av Burchardt Precht anskaffas 1802 och samma år sätts en predikstol av Pehr Ljung upp. Den äldre predikstolen från 1650 bevaras dock. Ett nytt plåttak tillkom 1831, tornet revs och ett nytt uppfördes 1850–1851. År 1863 rappades kyrkan in- och utvändigt. Efter ommålning och förgyllning av inredning 1872 ansågs kyrkan vara färdig. 
År 1935 skedde en omfattande restaurering av interiören, utan större förändringar.

## Inventarier
- Dopfunt av kalksten, ciborietyp från 1200-talets första hälft, (bild).
- Madonna, träskulptur av lövträ från mälardalen, 1400-talets andra hälft, (bild).
- Predikstol, äldre från 1650 utförd av Hans Hebel.
- Altaruppsats av utförd av Burchardt Precht. Anskaffad 1802.
- Predikstol av Pehr Ljung, uppsatt 1802.
- Stöthakar som kyrkstöten använde för att väcka slumrande.

## Orgel
- 1662 köpte församlingen ett positiv för 275 daler.[1]

Kronologi:
- 1731: Församlingen tar kontakt med orgelbyggare Johan Niclas Cahman angående ett "project".
- 1737: Ett kontrakt upprättas den 8 augusti med Olof Hedlund[5] gällande ett orgelverk "uti en starck och folkrijk församling" om 10 orgelstämmor, av vilka 4 skulle halveras. (Vilka anges dock ej.) Klaveret skulle vara "med lång octav inrättadt".
- 1738: Orgelbyggare Olof Hedlund, Stockholm, bygger ett 10-stämmigt positiv med lång stor oktav (49 toner). Instrumentet stäms i korton.

Ursprunglig disposition enligt kontrakt:
| Manual C-c³            |
| Qvintadena 16'         |
| Principal 8' (fasad)   |
| Spits Flöte 8'         |
| Qvinta 6' (eg. 5 1/3’) |
| Octava 4'              |
| Rohr Flöte 4'          |
| Qvinta 3' (eg. 2 2/3') |
| Super octava 2'        |
| Mixtur IV chor.        |
| Trompet 8’             |
| Tremulant              |

- 1776: Renovering av organisten och orgelbyggaren Nicolaus (Nils) Söderström, Nora (1730-1810), som också bygger till en bihangspedal.
- 1795: Positivet monteras ned.
- 1797: Uppsättning av positivet i den nya kyrkan av snickaren, organisten och amatörorgelbyggaren Pehr Lund, Lillkyrka (1758–1805).
- 1841: Renovering av häradsskrivaren, godsägaren och bygdeorgelbyggaren Pehr Olof Gullbergson, Lillkyrka (1780–1864), som bl.a. byter ut Qvinta 6' mot Fugara 8’ från och med ostrukna a.
- 1864: Renovering av organisten & orgelbyggaren Daniel Wallenström, Uppsala (1815–1885), som ändrar Qvintadena 16' till Borduna 16' och byter ut den "olämpliga stämman" Mixtur IV chor mot Vox candida 8'. Dessutom stämmer han i orkesterton och inför liksvävande temperering.
- 1905: Reparation av firma Åkerman & Lund Orgelbyggeri, Stockholm.
- 1928: Renovering av orgelfirma E. H. Erikson & Co, som bl.a. flyttar upp alla pipor ett halvt tonsteg på väderlådorna, sätter i en ny Trumpet 8' och stämmer i "normal tonhöjd".

- 1939: Firma A. Mårtensson, Lund, bygger om och till orgeln. Den får fristående spelbord och slejflådor med pneumatisk traktur och registratur. De gamla stämmor som ska vara kvar kompletteras med pipor i diskanten till ett utökat tonomfång. Invigningen äger rum i december 1939.
- 1944: Reparation och justering av A. Mårtensson.
- 1990: Reparation och komplettering med Regal 8' i andra manualen.

Nuvarande disposition:
| Manual I C-g³                          | Manual II C-g³                        | Pedal                   | Koppel       |
| Kvintadena 16' (C-c³ 1738)             | Fugara 8'                             | Subbas 16'              | II/I         |
| Principal 8' (fasad)(C-c³ delvis 1738) | Gedackt 8'                            | Principal 8'            | 4' II/I      |
| Spetsflöjt 8' (C-c³ 1738)              | Principal 4'                          | Oktava 4'               | 16' II/I     |
| Oktava 4' (C-c³ 1738)                  | Rörflöjt 4'                           | Dulcian 8’              | I/P          |
| Gedacktflöjt 4'                        | Hålflöjt 2’                           |                         | II/P         |
| Kvinta 2 2/3'                          | Kvinta 1 1/3'                         |                         | 4' II/P      |
| Oktava 2' (C-c³ 1738)                  | Sesquialtera II chor. 2 2/3' + 1 3/5' |                         |              |
| Mixtur IV chor.                        | Regal 8'                              |                         | 2 fria komb. |
| Trumpet 8'                             |                                       | Automatisk pedalväxling | Tutti        |

## Bildgalleri

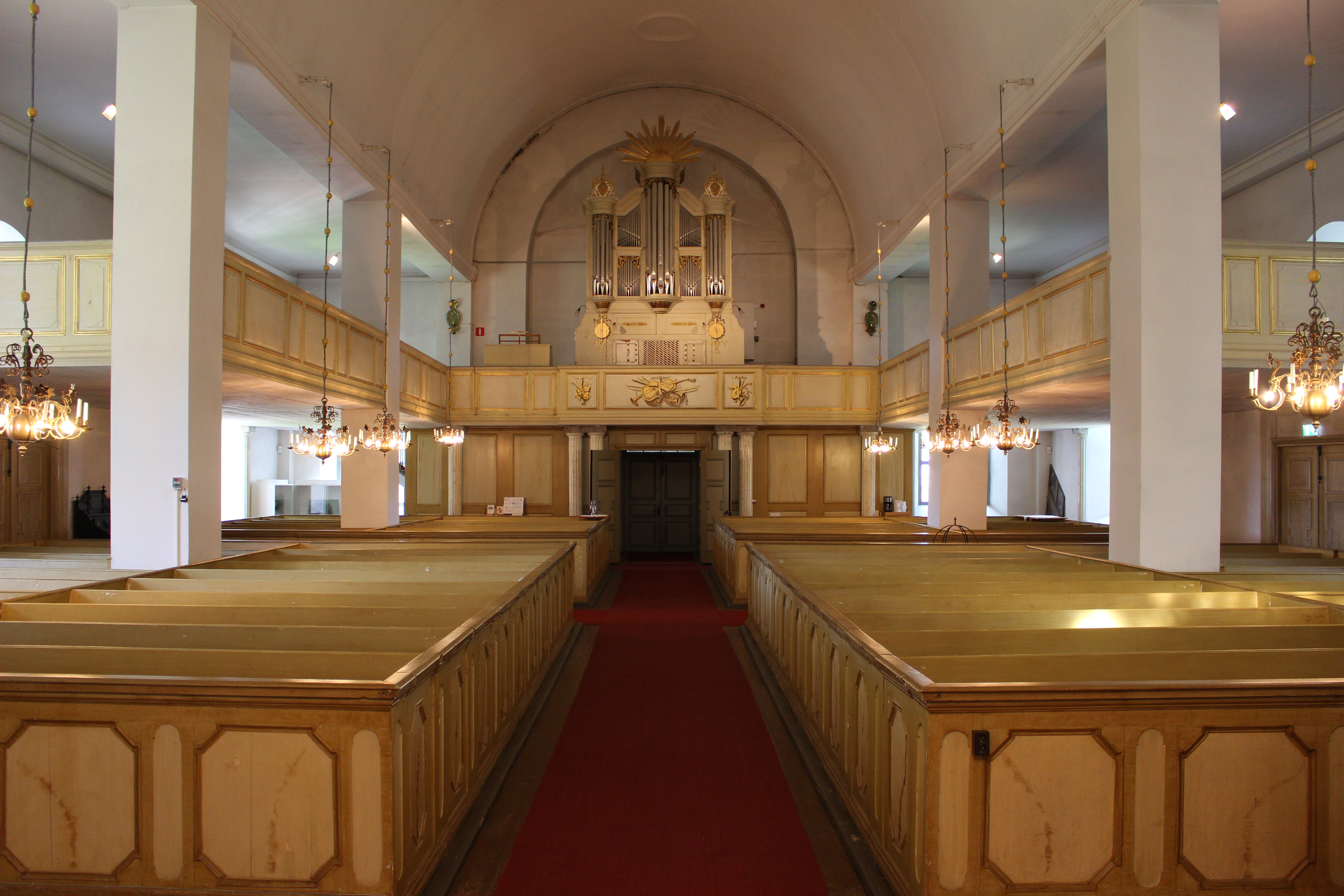
Kyrkorum mot väster
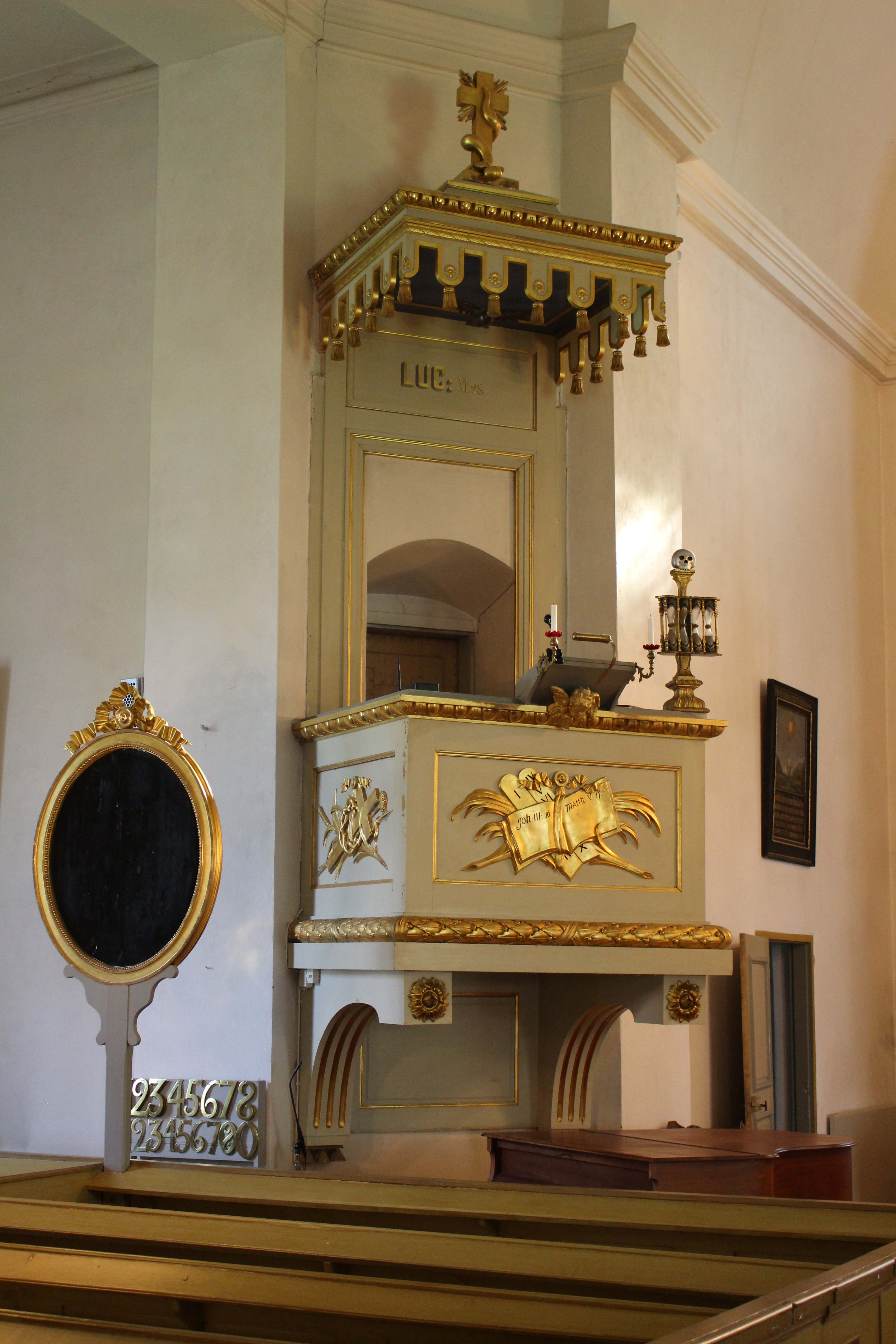
Predikstol
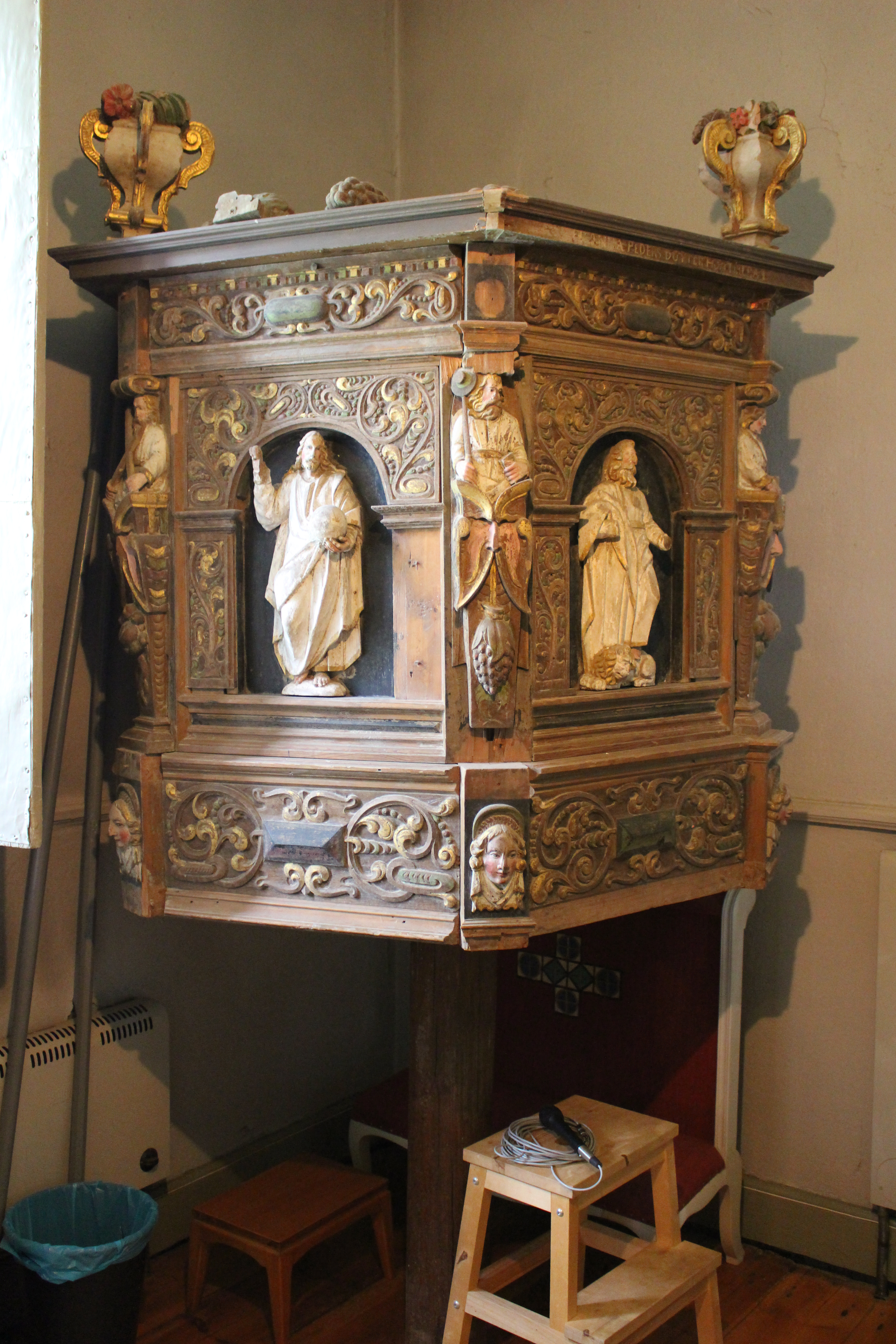
Gamla predikstolen
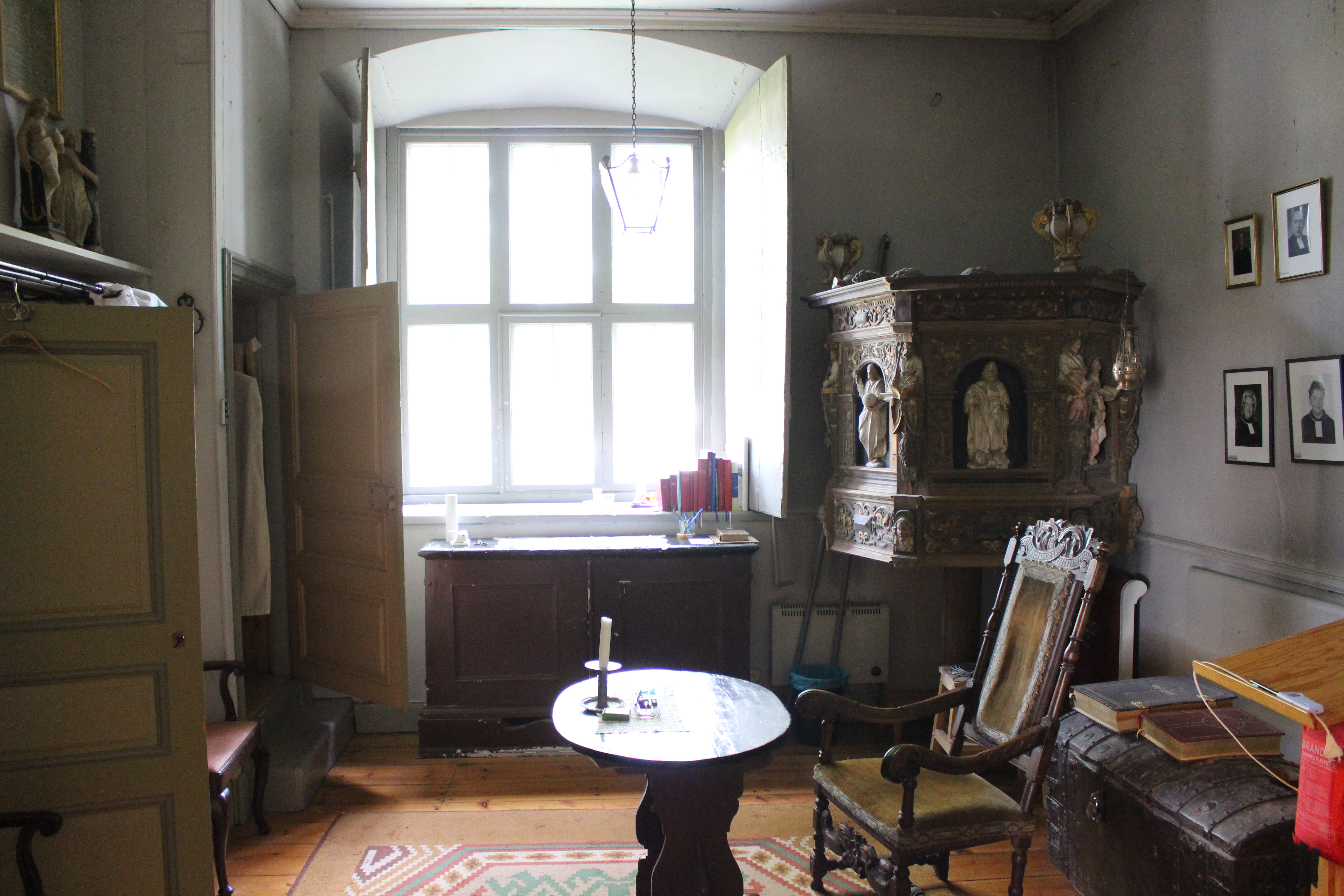
Sakristian
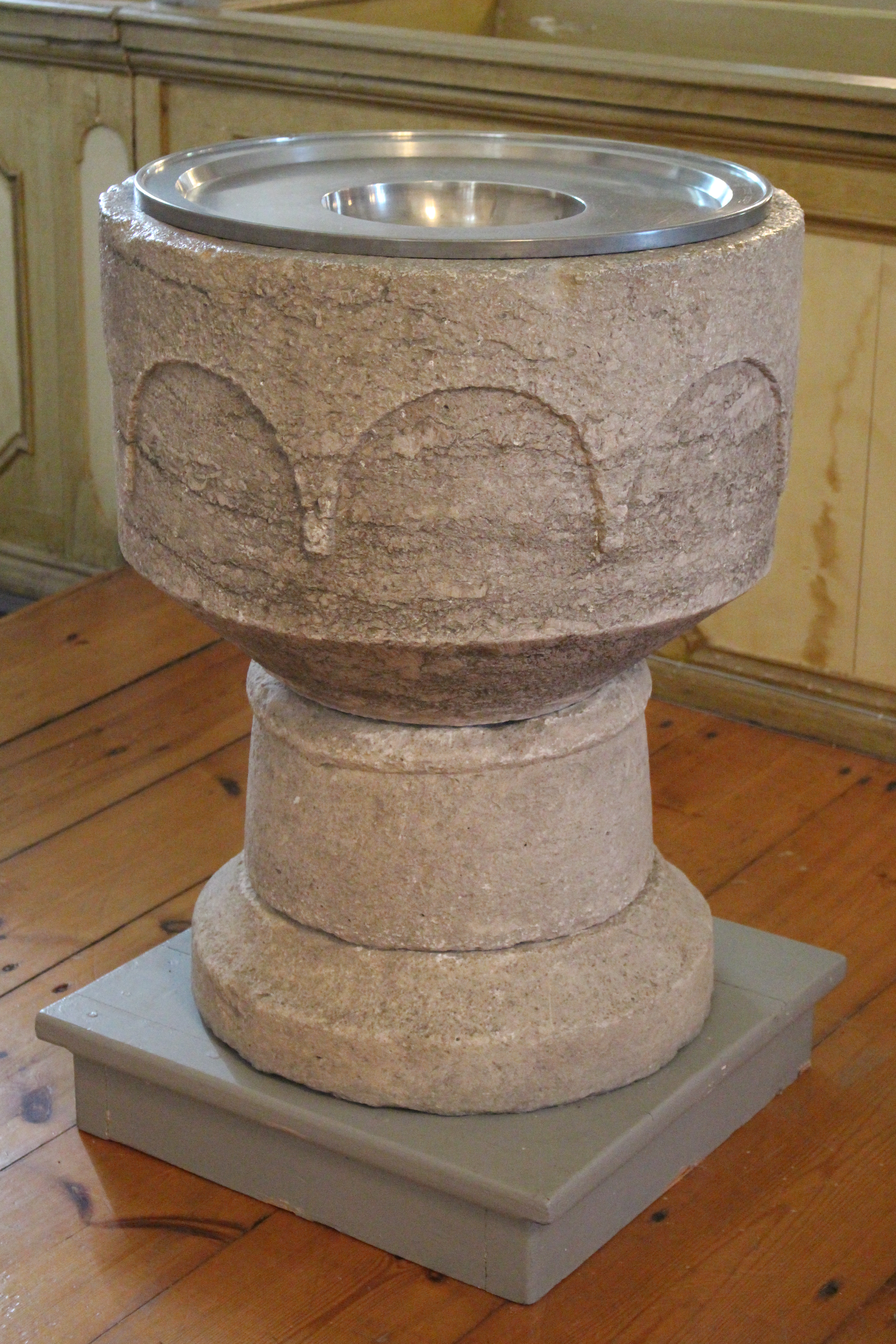
Dopfunt
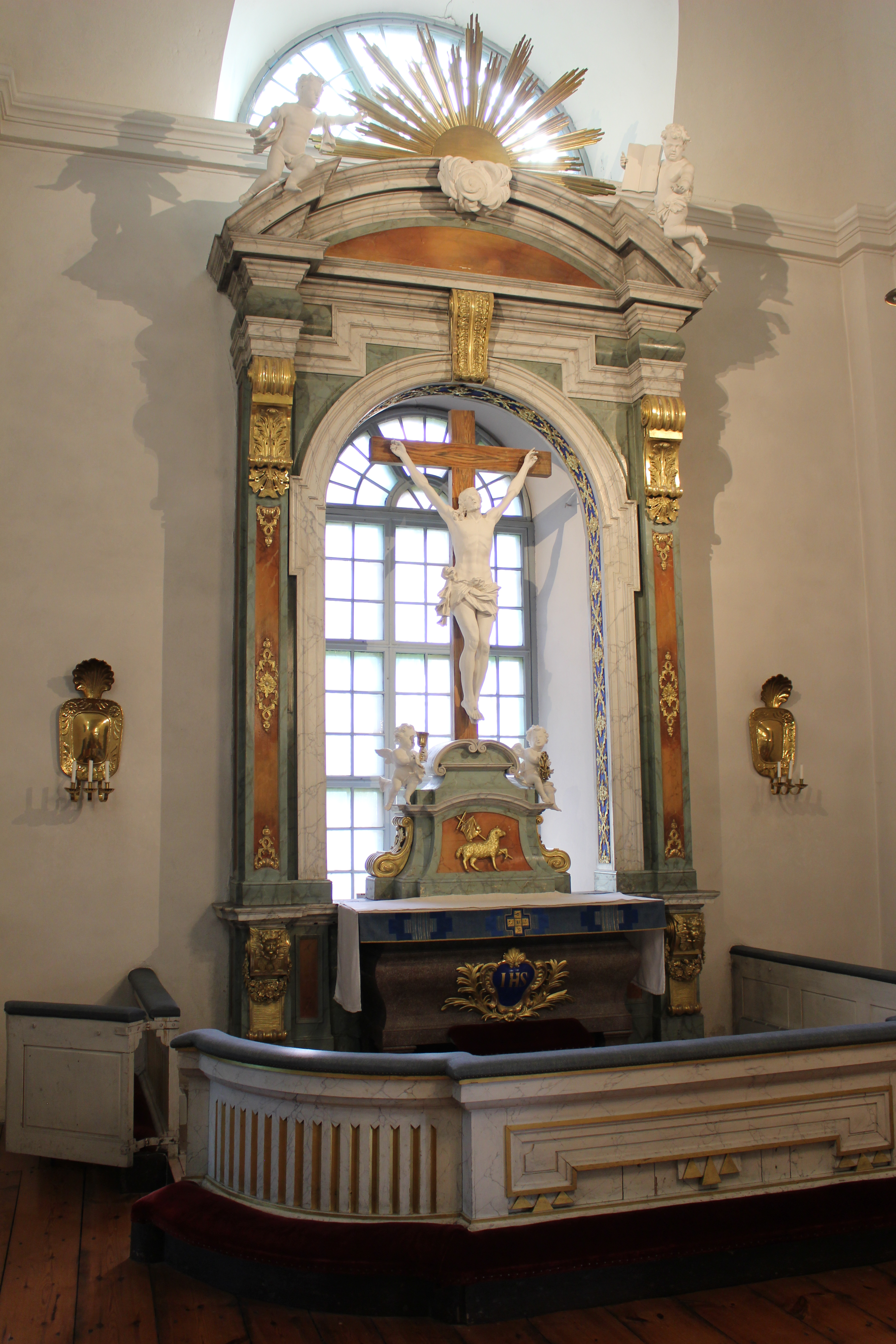
Altare och altaruppsats
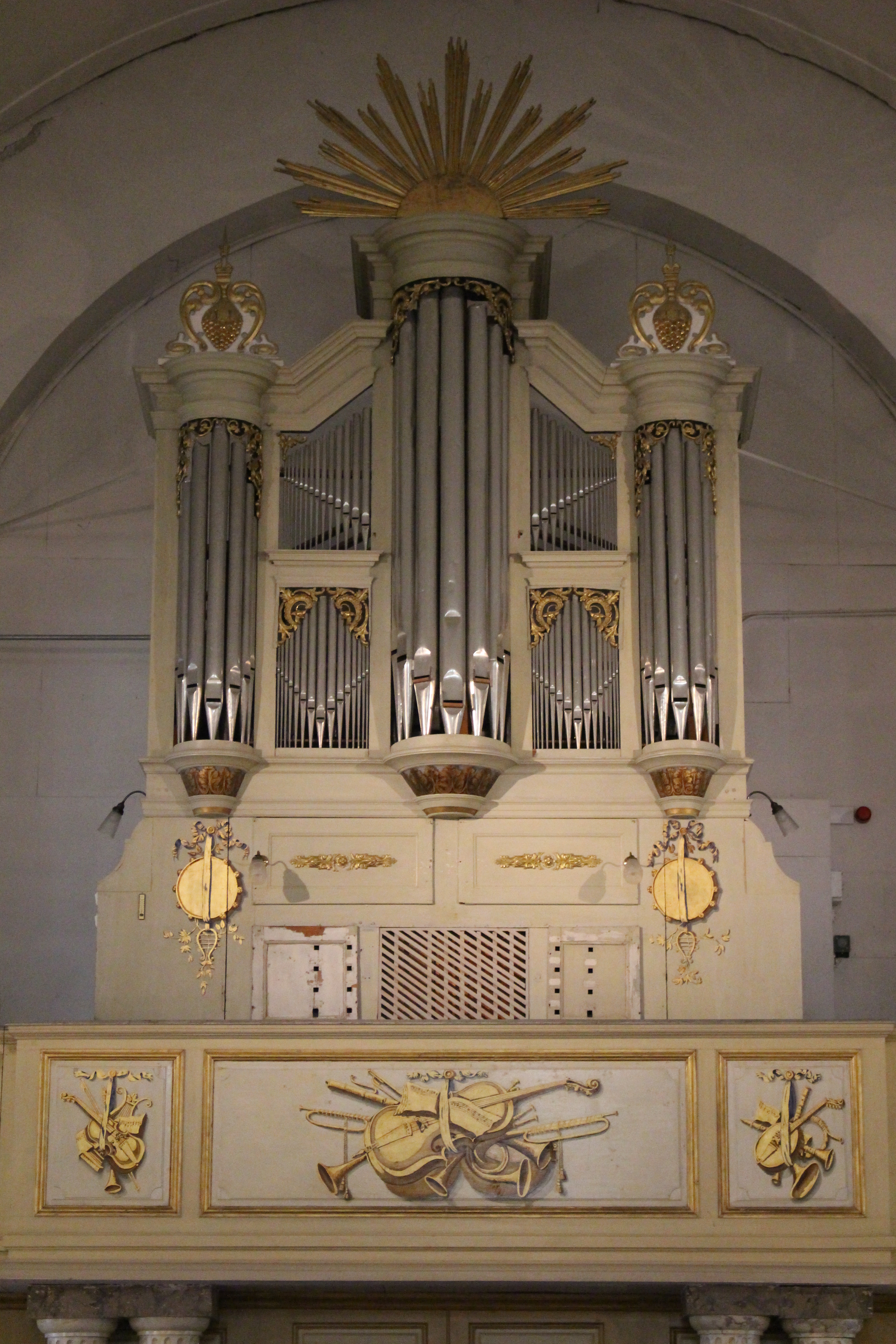
Orgeln
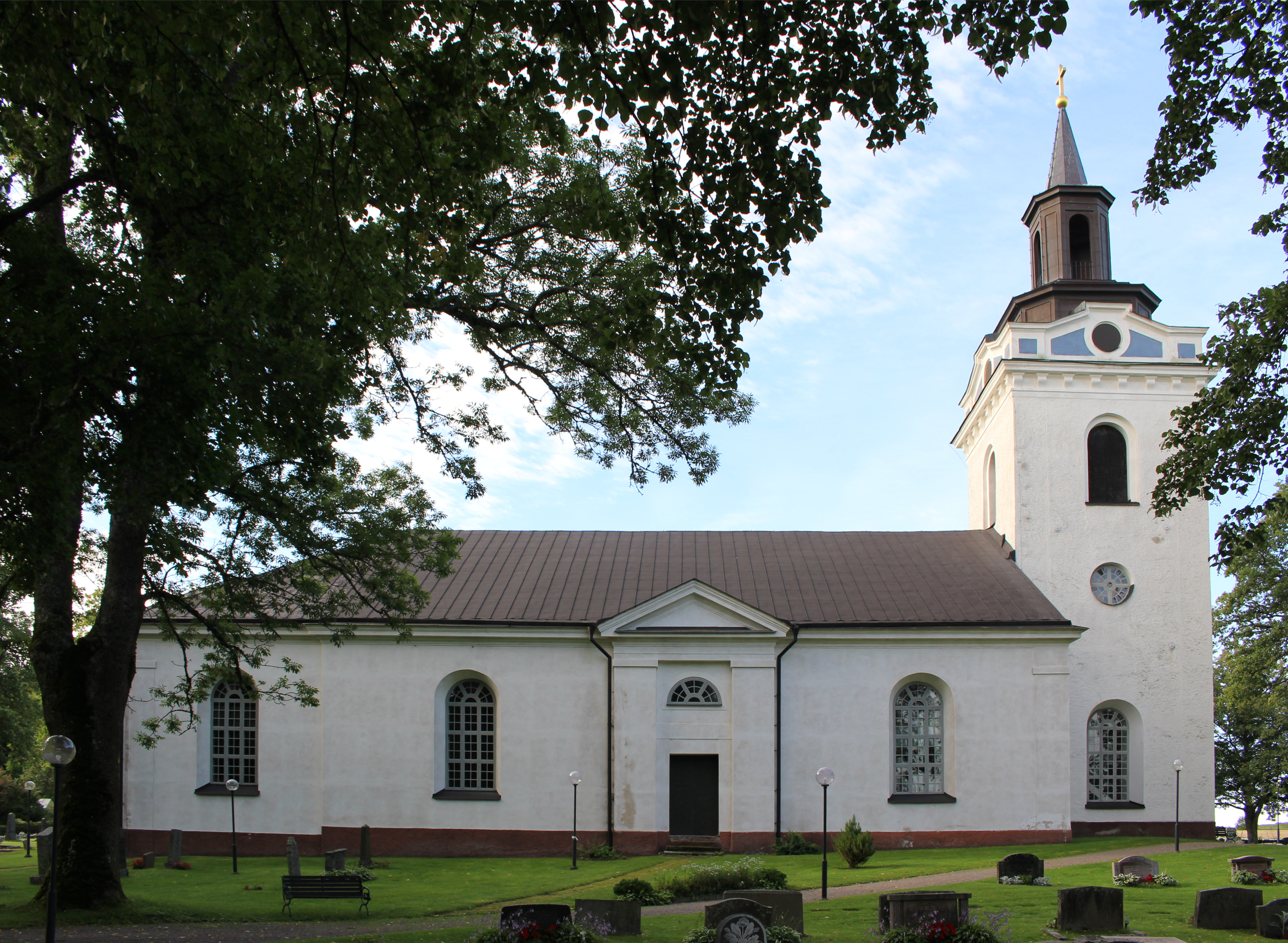
Kyrkan från norr